# Clay Adams
Clay Adams est un acteur et un doubleur américain.

## Filmographie

### Cinéma
| Année | Titre                          | Rôle                    |
| ----- | ------------------------------ | ----------------------- |
| 2006  | The Shadow Walkers             | Clay                    |
| 2009  | Perception                     | Ralph                   |
| 2009  | Articles of War: The Liberator | Mark (voix)             |
| 2009  | Turtles Forever                | Mirage Donatello (voix) |
| 2010  | The Raffle                     | Will                    |
| 2012  | Good Deeds                     | Gardien de sécurité     |

### Télévision
| Année     | Titre                                      | Rôle                       | Notes                    |
| --------- | ------------------------------------------ | -------------------------- | ------------------------ |
| 2006      | La Force du destin                         | Emt                        | 14 février 2006          |
| 2006-2007 | Teenage Mutant Ninja Turtles: Fast Forward | Cody Jones                 |                          |
| 2006-2008 | Yu-Gi-Oh! GX                               | Jesse Anderson, Bob Banter |                          |
| 2006-2010 | Chaotic                                    | Voix additionnelles        |                          |
| 2010      | Les Frères Scott                           | Falcon Rep                 | Épisode: "Coup de poker" |
| 2014      | Drop Dead Diva                             | Clink Morgan               | Épisode: "Sister Act"    |